# Сан Бенедикто
Сан Бенедикто (на испански: Isla San Benedicto, бивш Сан Тома̀с), е мексикански остров в Тихия океан, третият по-големина в островната група Ревияхихедо.
Разположен е на 19°19'С, 110°49'Ю. Има размери 4,8 км на 2,4 км и обща площ от 10 km². Той е с вулканически произход и има 2 върха, от които по-високият е Барсена, извисяващ се на 310 метра от морското равнище.
Единственото регистрирано изригване на Барсена е на 1 август 1952, когато по-голямата част от флората и фауната на малкия остров са унищожени.